# Radosław Kląskała
Radosław Kląskała (ur. 28 kwietnia 1971 w Krotoszynie) – oficer Sił Zbrojnych Rzeczypospolitej Polskiej, podpułkownik rezerwy.

## Wykształcenie
W 1990 roku ukończył Ogólnokształcące Liceum Wojskowe we Wrocławiu. Po zdaniu matury swoje dalsze plany wciąż wiązał z wojskiem, dlatego naukę kontynuował na studiach I-go stopnia w Wyższej Szkole Oficerskiej Wojsk Zmechanizowanych im. Tadeusza Kościuszki we Wrocławiu, na wydziale ogólnowojskowym na kierunku Dowodzenie Pododdziałami, którą skończył w 1994 roku, uzyskując tytuł inżyniera organizacji i zarządzania, a tym samym został mianowany do stopnia podporucznika. Pracę magisterską obronił podczas studiów II-go stopnia w Akademii Obrony Narodowej na wydziale strategiczno obronnym w latach 2005–2007, na kierunku Bezpieczeństwo Narodowe. Studia podyplomowe ukończył w Akademii Techniczno-Humanistycznej na wydziale Zarządzania i Informatyki w Bielsku-Białej, na kierunku Zarządzanie Bezpieczeństwem i Higieną Pracy, na przełomie lat 2012/2013. W latach 2012 i 2017 ukończył szkolenie oraz szkolenie aktualizujące w Szkole Aspirantów Państwowej Straży Pożarnej w Krakowie uzyskując i potwierdzając uprawnienia inspektora ochrony przeciwpożarowej.

## Kariera zawodowa
Po studiach otrzymał przydział służbowy do 18 Bielskiego Batalionu Desantowo-Szturmowego (JW 1328) – elitarnych „czerwonych beretów”, gdzie służył do 2005 roku zajmując stanowiska dowódcze i sztabowe.
Po ukończeniu studiów na AON otrzymał przydział do 1 Pułku Specjalnego w Lublińcu (JW 4101). Po włączeniu jednostki do Wojsk Specjalnych Pułk przyjął nazwę Jednostki Wojskowej Komandosów. W latach 2007–2010 w Lublińcu zajmował stanowiska dowódcze – dowódcy sekcji i dowódcy grupy specjalnej w zespole bojowym.
Swoją karierę zawodową zakończył w Jednostce Wojskowej NIL w Krakowie (JW 4724), poprzedniczce Jednostki Wsparcia Dowodzenia i Zabezpieczenia Logistycznego Wojsk Specjalnych (JWDiZLWS). W tej jednostce pracował w pionie szkolenia w ostatnich latach służby od 2010-2013 na stanowisku szefa sekcji planowania-szkolenia/zastępcy szefa szkolenia.
Z dniem 1 maja 2013 roku zwolniony z zawodowej służby wojskowej i przeniesiony do rezerwy.
W 2015 został mianowany do stopnia podpułkownika.
Brał udział w wielu szkoleniach specjalistycznych i ćwiczeniach dowódczych oraz dowódczo-sztabowych np. w Bagram III, czy międzynarodowych na Ukrainie, we Włoszech, w Czechach czy Turcji.
Oddał ponad 200 wojskowych skoków spadochronowych w swojej karierze. Posiada również tytuł i odznakę spadochronową wojsk włoskich, którą uzyskał po ukończeniu szkolenie w 183 Regiment Spadochronowy „Nembo” (Pistoia) Włochy.

## Misje wojskowe

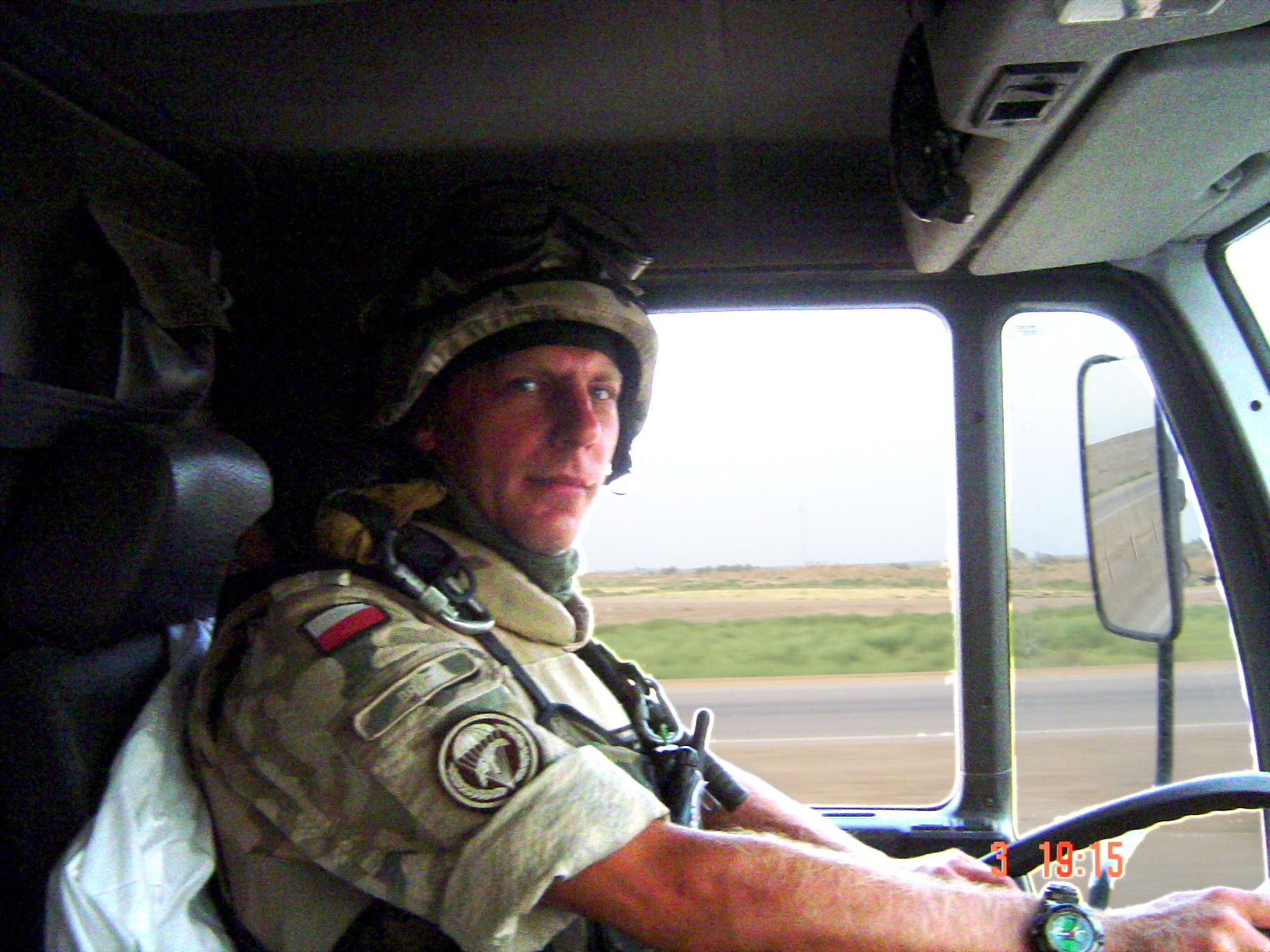
Radosław Kląskała podczas misji w Iraku (2004)

- W 2004 roku był na misji stabilizacyjnej OIF Operacja Iraqi Freedom w Iraku (Al Hilla), ze składem II zmiany PKW Irak. Wziął udział w obronie ratusza (City Hall) w Karbali. Radosław Kląskała, wówczas w stopniu porucznika, był dowódcą 1. Pluton 1. Kompanii 18. Batalionu Desantowo-Szturmowego z Bielska-Białej, który już od trzech miesięcy stacjonował w Al-Hilli, w bazie o nazwie Camp Charlie. 4 kwietnia 2004 roku bielscy żołnierze zostali postawieni w stan gotowości, ich zadaniem było by nie dopuścić, aby terroryści zajęli ratusz i komisariat, w którym znajdowało się także więzienie[4]. Bitwa ta została okrzyknięta największą bitwa, z udziałem Polaków, od czasu II wojny światowej. Co więcej, nie zginął tam ani jeden Polak. O obronie ratusza w Karbali przez lata nie mówiło się w Polsce, a żołnierze walczący tam nie zostali za nią w żaden sposób odznaczeni. Po 11 latach został nakręcony film o tej bitwie – „Karbala”, który i tak nie ukazuje w pełni prawdziwych wydarzeń z tego miejsca. Historia tam przedstawiona opowiada tylko o żołnierzach z 17 Brygady Zmechanizowanej z Międzyrzecza, którzy w rzeczywistości do akcji przyłączyli się pod sam koniec. Podczas rozmowy ze studentami na Uniwersytecie Opolskim ppłk Kląskała nawiązuje do filmu i komentuje sprawę następującymi słowami: „Do dziś nie wiem, co odpowiedzieć kolegom z oddziału, którzy pytają mnie, jak to możliwe.”[5]
- Na przełomie lat 2008/2009 był na misji stabilizacyjnej ISAF International Security Assistance Force w Afganistanie /Kandahar/ na IV zmiana Sił Specjalnych[6].

## Ukończone kursy i szkolenia
- 1995   Kurs przeszkolenia na desantowe spadochrony tunelowe
- 1997   Kurs prawa konfliktów zbrojnych
- 1998   Kurs języka angielskiego I-go stopnia
- 2000   Kurs pełnomocników do spraw ochrony informacji niejawnych
- 2001   Kurs zamówień publicznych i przetargów
- 2006   Kurs języka angielskiego II-go stopnia
- 2007   Kurs BLS, AED, ILS
- 2007   Kurs weryfikacyjny /selekcja/ do JW KOMANDOSÓW
- 2010   Kurs w zakresie kontroli zarządczej
- 2010-2012 Kursy w zakresie budowy, eksploatacji, naprawy, obsługi i konserwacji broni, uzbrojenia i sprzętu wojskowego
- 2011   Kurs BLS, AED, ILS
- 2012   Szkolenie SERE poziom A i B
- 2012   Szkolenie inspektorów ochrony przeciwpożarowej
- 2013   Kurs metodyki nauczania BHP
- 2014   Kurs – kwalifikowany pracownik ochrony osób i mienia
- 2014   Kurs kwalifikacyjny dla kandydatów na stanowiska służbowe zaszeregowane do stopnia etatowego podpułkownika
- 2016   Szkolenie z zakresu ochrony oraz przetwarzania  danych osobowych
- 2017   Szkolenie aktualizujące inspektorów ochrony przeciwpożarowej

## Odznaczenia
- Gwiazda Iraku
- Gwiazda Afganistanu
- Medal Stulecia Odzyskanej Niepodległości
- Brązowy i Srebrny Medal „Siły Zbrojne w Służbie Ojczyzny”
- Brązowy i Srebrny Medal „Za zasługi dla obronności kraju”
- Medal Pamiątkowy Wielonarodowej Dywizji Centrum-Południe w Iraku
- Medal NATO
- Odznaka Honorowa Wojsk Specjalnych